# Couladère
Couladère är en kommun i departementet Haute-Garonne i regionen Occitanien i södra Frankrike. Kommunen ligger i kantonen Cazères som tillhör arrondissementet Muret. År 2022 hade Couladère 413 invånare.

## Befolkningsutveckling
Antalet invånare i kommunen Couladère
Referens:INSEE